# 2015년 동태평양 허리케인
2015년 동태평양 허리케인 (2015 Pacific hurricane season) 은 2015년 동태평양에서 발생한 허리케인들을 기록한 문서이다. 동태평양 허리케인은 주로 5월 15일에서 11월 30일 사이에 발생하나, 중태평양 제9호 열대저기압처럼 연중 어느 때나 발생할 수 있다. 5월 30일 1호 허리케인 안드레스를 시작으로 한 해 동안 동태평양에서 22개의 열대 저기압이 발생하였다. 중태평양도 제1호 열대폭풍 할롤라를 시작으로 9개의 열대저기압이 발생하였다. 한편 중태평양에서 발생하거나 중태평양으로 이동한 열대 저기압이 16개로, 관측 사상 가장 많았다. 종전 기록은 11개 (1992년, 1994년)였다. 또한 허리케인 퍼트리샤는 최저 기압이 872헥토파스칼에 달해 서반구에서 가장 강한 열대 저기압으로 기록되었다.

## 활동한 허리케인

### 동태평양

#### 제16호 메이저 허리케인 퍼트리샤
며칠 동안 활동해오던 열대 파동이 서서히 발달하여 10월 20일 오후 3시 제20호 열대저기압으로 지정되었다. 제20호 열대저기압은 점차 발달하여 12시간 후인 10월 21일 오전 3시에 열대폭풍 페트리샤 (Patricia)로 발달하였다. 발달하기에 최적화된 조건 속에서 같은 날 오후부터 급격히 발달하기 시작하여 10월 22일 오전 9시에 1등급 허리케인, 오후 3시에 2등급 허리케인으로 발달하였다. 이어 오후 6시에 허리케인 헌터의 관측 자료를 토대로 4등급 허리케인으로 격상되었고, 10월 23일 오전 3시에 5등급 허리케인으로 발달하였다. 24시간만에 강한 열대폭풍에서 5등급 허리케인으로 발달한 것이다. 계속해서 급격히 발달하여 오전 9시에 풍속은 175노트, 최저 기압은 872헥토파스칼로 역사상 가장 기압이 낮은 (가장 강력한) 허리케인 (북대서양 포함)으로 기록되었다. 참고로 전세계적으로 가장 강력했던 열대 저기압은 1979년의 태풍 팁으로, 최저 기압이 870헥토파스칼이었다. 이 세력을 12시간 동안 유지한 후, 증가하는 윈드 시어의 영향으로 약화되어 오후 11시 15분 (현지시각 오후 6시 15분, 한국시각 24일 오전 8시 15분)에 쿠이스말라(Cuixmala, 만사니요 서북서쪽 약 85 km 부근 육상)에 상륙하였다. 상륙 직후 발달한만큼 빠르게 약화되어 10월 24일 오후 6시 열대폭풍,, 오후 9시에 열대저기압으로 약화되었고, 다음날 오전 3시 멕시코 몬테레이 남서쪽 70 km 부근 육상에서 저기압으로 약화되어 소멸하였다.추후 사후해석에서 허리케인 퍼트리샤의 기록을 기존 879헥토파스칼, 풍속 175노트에서 872헥토파스칼, 풍속 185노트로 최종 상향조정했다.

### 중태평양

#### 제2호 열대폭풍 할롤라
하와이 열도 남서쪽에서 발생한 열대성 요란(Tropical Disturbance)이 성장해 2015년 7월 10일 제1호 열대저기압으로 지정되었고, 다음날 열대폭풍 할롤라로 발달했다. 7월 12일에는 날짜 변경선을 통과하여 북서태평양 해역에 진입하였다. 7월 13일 일본 기상청이 열대폭풍 할롤라를 제12호 태풍으로 지정하여 할롤라의 동향을 보고하기 시작했다.

## 같이 보기
- 2015년 태풍
- 2015년 북대서양 허리케인
- 2015년 북인도양 사이클론